# Sapingia inversa
Sapingia inversa är en insektsart som beskrevs av Nielson 1979. Sapingia inversa ingår i släktet Sapingia och familjen dvärgstritar. Inga underarter finns listade i Catalogue of Life.